# Prioro
Prioro è un comune spagnolo di 441 abitanti situato nella comunità autonoma di Castiglia e León.